# Souvenir du front
Pour plus de détails, voir Fiche technique et Distribution.
Souvenir du front (Koirankynnen leikkaaja) est un film finlandais réalisé par Markku Pölönen, sorti en 2004.

## Synopsis
Mertsi a été blessé à la tête pendant la Seconde Guerre mondiale. Il erre dans la campagne finlandaise à le recherche de travail. Il se lie avec Spitz, un chien intelligent aux longues griffes.

## Fiche technique
- Titre : Souvenir du front
- Titre original : Koirankynnen leikkaaja
- Réalisation : Markku Pölönen
- Scénario : Markku Pölönen d'après le roman de Veikko Huovinen
- Musique : Vesa Mäkinen
- Photographie : Kari Sohlberg
- Montage : Jukka Nykänen
- Production : Kari Sara
- Société de production : Fennada-Filmi
- Pays :  Finlande
- Genre : Drame
- Durée : 105 minutes
- Dates de sortie : 
  -  Finlande : 13 février 2004

## Distribution
- Peter Franzén : Mertsi Arhippa Vepsäläinen
- Taisto Reimaluoto : Eetvi Manninen
- Ahti Kuoppala : Ville Kuosmanen
- Ville Virtanen : Luti
- Risto Salmi : Turpeinen
- Timo Lavikainen : Leinonen
- Leo Lastumäki : le vieil homme
- Simo Tamminen : le médecin
- Vieno Saaristo : Taimi Kuosmanen

## Distinctions
Le film a été nommé pour six Jussis et en a remporté cinq : Meilleur film, Meilleur acteur pour Peter Franzén, Meilleure réalisation, Meilleur scénario et Meilleure photographie.